# لا بوشرت
لا بوشرت (به فرانسوی: La Buxerette) یک کمون در فرانسه است که در اندر واقع شده‌است. لا بوشرت ۱۰٫۹۹ کیلومتر مربع مساحت و ۱۰۸ نفر جمعیت دارد و ۳۷۲ متر بالاتر از سطح دریا واقع شده‌است.